# 마쓰다이라 이에타다 (가타노하라 마쓰다이라가)
마쓰다이라 이에타다(일본어: 松平家忠, 1547년 ~ 1582년 11월 11일)는 가타노하라 마쓰다이라 가의 제5대 당주이며, 통칭은 기이노카미(紀伊守)ㆍ마타시치로(又七郎), 법명은 조운(淨雲). 제4대 당주 마쓰다이라 이에히로의 아들로, 어머니는 오다이노가타의 언니인 오조노가타(於丈の方)이다. 도쿠가와 이에야스와는 종형제이다. 동생으로 마쓰다이라 사콘(松平左近)이 있고, 아들에는 이에노부가 있다.
어머니 오조노가타는 오다이노가타가 마쓰다이라 히로타다에게 이혼 당해 친가인 미즈노씨로 돌아갈 때, 함께 친가로 돌아갔다.
주가인 마쓰다이라씨와 같이 이마가와씨에 종속했다. 이에타다의 동생 사콘이 다케치요(竹千代, 도쿠가와 이에야스)와 함께 인질이 되어 이마가와 측으로 보내어졌다. 1560년에 이마가와 요시모토가 오케하자마 전투에서 전사하여 이마가와 씨가 약체화하자, 주가의 마쓰다이라 모토야스와 함께 가타노하라 마쓰다이라가는 이마가와씨에게서 이반하게 된다. 이때 사콘은 처형되었다. 후에 이에타다가 성인이 되어 당주가 되고 나서는 이에야스를 따라서 잇코잇키와 싸웠다. 또, 이마가와 측의 요시다 성 공격에서는 분전 끝에 승리해 사콘의 원수인 오하라 시게자네를 무찔렀다.
그 뒤 스루가에서 쫓겨 가케가와 성으로 피한 이마가와 우지자네를 이에야스가 공략할 때에는, 우지자네를 고 호조씨의 영지인 이즈국으로 호송하는 임무를 완수했다. 1575년 나가시노 전투에도 참전해 활약한다. 1582년에 가타하라에서 사망했다.
| 전임 마쓰다이라 이에히로 | 제5대 가타노하라 마쓰다이라가 당주 | 후임 마쓰다이라 이에노부 |